# Vera Marks
Vera Marks (* 1933 in Frankfurt am Main) ist eine ehemalige deutsche Schönheitskönigin und Schauspielerin Anfang der 1950er Jahre.

## Leben
Am 5. August 1951 wurde die 18-jährige Obersekundanerin aus Frankfurt am Main, ehemalige Miss Bodensee, mit 302 von 768 Stimmen der Zuschauer im Baden-Badener Kurhaus zur Miss Germany gewählt.
Nach der Wahl gab sie die Schule auf und ging ab Oktober 1951 mit anderen Schönheitsköniginnen (Miss France, Miss Paris, Miss Nordafrika) auf eine mehrmonatige Werbe- und PR-Tour durch den Nahen Osten. Im gleichen Jahr stellte der Werbechef der Veranstaltung Miss Germany Georg Basner, als Regisseur bei Rees-Film in Schwäbisch Gmünd, die Dokumentarfilme Große Woche und Miss Germany über Vera Marks fertig.
1952 nahm sie als deutsche Vertreterin an der Wahl zur Miss World teil und erreichte Platz 3.

## Filmografie
- 1951: Miss Germany
- 1951: Große Woche
- 1952: Tanzende Sterne